# Брухзаль
Брухзаль (нім. Bruchsal) — місто на західному краю Крайхгау, приблизно за 20 км на північний схід від Карлсруе, земля Баден-Вюртемберг, Німеччина.
Брухзаль є найбільшим містом району Карлсруе, відоме як найбільший виробник спаржі в Європі та один з економічних центрів округу Карлсруе.
Область Брухзаля також включає міста Бад-Шенборн, Форст, Гамбрюкен, Карлсдорф-Нойтгард, Крайхталь, Кронау, Обергаузен-Райнгаузен, Естрінген, Філіппсбург, Убштадт-Вайгер і Ваггойзель.
До 1972 року Брухзаль був центром району Брухзаль, який був об'єднаний з районом Карлсруе в результаті районної реформи, яка почала діяти 1 січня 1973 року.
Приблизно в 1955 році населення Брухзаля перевищило позначку в 20 000 осіб.
Коли 1 квітня 1956 року набув чинності новий орган муніципального права Баден-Вюртемберга, місто одразу отримало статус Великого Крайсштадта.
Крім того, Брухзаль співпрацює з сусідніми громадами Форст, Гамбрюкен і Карлсдорф-Нойтгард в адміністративних справах.

## Географія
Брухзаль розташований на краю річкових рівнин Верхнього Рейну та Крайхгау вздовж річки Заальбах, невеликої притоки Рейну, яка зливається з ним між Філіппсбургом і Обергаузеном .

## Історія

### Антична епоха і раннє середньовіччя
Розкопки та артефакти свідчать про поселення на Міхельсберзі (Унтергромбах) ще в 4000 році до Р. Х. під час неоліту.
У центрі Брухзаля найдавніше виявлене поселення датується 640 роком нашої ери.
Воно розташоване біля сучасної церкви Святого Петра.
Вперше Брухзаль згадується в офіційних документах в 976 році, коли в місто приїхав король.
У жовтні 980 року Оттон II і його двір на кілька днів зупинилися в королівському палаці в Брухзалі.

### Середньовіччя
Генріх II став правителем Брухзаля в 1002 році після підпорядкування свого суперника Германа Швабського.
У 1056 році король Німеччини Генріх III подарував поселення єпископу Шпаєра (Конраду I).
Місто залишалося частиною єпархії до німецької медіатизації в 1802 році.
Воно також було центром адміністративного округу, який спочатку складався лише з ядра Брухзаля (тобто міста, яке існувало до різноманітних районних реформ).
У 1067 році Генріх IV час від часу проживав у Брухзалі.
У 1248 році Брухзаль вперше згадується як місто, а в 1278 році вперше згадується церква Святого Петра.
Після значних ушкоджень обох палац і церква Святого Петра були реконструйовані в 1320 році.
Бергфрід (бастіон оборонної вежі) був зведений в 1358 році, а міський мур завершено в 1452 році.
У 1460 році в Брухзалі викарбувана перша монета.

### 1501—1750рр.
У 1502 році повстанці на чолі з Йосом Фріцом з Унтергромбаха захопили Брухзаль. Зрадники повстанців дозволили урядовим військам захопити керівників повстання. Десятеро були обезголовлені у дворі Брухзальського палацу. Йос Фріц утік і сховався в південному Шварцвальді. У 1525 р. селянські повстання досягли піку. Інфляція, голод і чума додали відчаю, і повстання були силою придушені князем. Відомі селянські вожді Голл, Вурм і міністр Айзенхут були схоплені й обезголовлені у дворі палацу.
Під час 30-річної війни в 1622 році Брухзаль був повністю зруйнований, а в 1644 році французький гарнізон Філіппсбургу здійснив набіг на місто. У 1676 році французи знову знищили частину Брухзаля, а 10 серпня 1689 року місто зазнало бомбардування французького генерала Дюрасома і було повністю зруйноване. Після цього Брухзаль налічував лише 130 жителів.
До 24 квітня 1711 року Брухзаль достатньо відновився, щоб прийняти принца Євгена Савойського.
У 1716 році єпископ Шпаєра Генріх фон Роллінген переніс свою резиденцію до Брухзальського палацу.
Цей крок підвищив статус міста до статусу офіційної резиденції Шпаєрської єпархії.
У той же час Брухзаль став резиденцією «Vizedomamt», найважливішого офісу єпархії на західному березі Рейну.
У 1719 році кардинал Даміан Гуго фон Шенборн став новим єпископом, і після поселення в ньому (1722 рік) він ввів у експлуатацію, серед іншого, новий бароковий замок і нову церкву Святого Петра (з 1742 року).
Обидва побудовані та, частково, спроектовані Бальтазаром Нойманом.
На честь єпископа південні ворота, донині називаються воротами Даміана.
У 1743 році Франц Крістоф фон Гуттен, наступник Шенборна, завершив масштабне будівництво міста в стилі бароко, додавши Даміанові ворота, військові казарми та водний замок (де розташована одна з двох регіональних середніх шкіл коледжу, гімназія Шенборна).

### 1751—1815рр.
У 1753 році єпископ фон Гуттен заснував гімназію Шенборна.
У 1770 році новий єпископ, граф Август фон Лімбург-Штирум, обійняв посаду.
На той час Брухзаль нараховував 6000 жителів.
У 1796 році місто окупували французькі війська.
Під час німецької медіатизації вся власність князь-єпископства Шпаєр перейшла до Баденського дому, а Брухзаль став резиденцією окружного суду.
Потім округ кілька разів поділявся та об'єднувався до 1819 року.
У 1806 році маркіза Амалія Баденська, яка овдовіла 1801 року, оселилася в бароковому палаці Брухзаля і жила там до 1823 року.
У неї було 8 дітей, з яких 6 були дочками, і вона була відома як теща Європи.
Син Амалії, пізніше великий герцог Карл, був одружений на Стефанії де Богарне, племінниці дружини Наполеона Жозефіни згідно з наказом самого Наполеона.
У 1812 році Стефанія народила сина, який помер через 14 днів.
З цього виникла легенда про дворянство Каспара Гаузера.
Дочка Амалії Луїза була одружена з Олександром I і стала російською царицею Єлизаветою Олексіївною.
Донька Амалії Фредеріка вийшла заміж за Густава IV Адольфа, та стала королевою Швеції (хоча вона попросила та отримала притулок у Брухзалі після 1807 року через державний переворот).
Донька Амалії Марія була одружена з герцогом Брауншвейзьким, а дві інші дочки були одружені з регентами Баварії та Гессен-Дармштадта.

### 1816—80 рр.
У 1841 році було завершено будівництво Райнтальбану між Гайдельбергом, Брухзалем і Карлсруе.
Баденська революція 1848-49 рр. зачепила і Брухзаль.
Поки революціонери (Густав фон Струве, Лоренц Брентано, Аманд Гегг та інші) мали нараду в палаці, простолюдини звільняли в'язнів із щойно добудованої в'язниці.
Ця в'язниця, Старий палац, була місцем страт під час Другої світової війни та навіть пізніше.
23 червня 1849 року революція була придушена кронпринцем Вільгельмом у битві під Убштадтом.
У 1856 році в Брухзалі запроваджено газове освітлення.
У 1864 році район Філіпсбург об'єднаний із районом Брухзаль, який тепер належав до новоутвореного «Великого Карлсруе».
1 червня 1869 року в Брухзалі заснована перша німецька фабрика залізничних сигналів «Schnabel-Henning».
Пізніше її об'єднали з Siemens AG, Під час франко-прусської війни 1870-71 рр. Брухзаль став важливим залізничним вузлом для забезпечення німецьких військ.

### 1881—1945рр.
У 1881 році збудовано синагогу.
Промислова революція принесла економічне зростання, головним чином завдяки залізниці та виробництву тютюну та хмілю.
У 1889 році розпочато телефонізація, а в 1906 році побудована лікарня Принц-Стирум.
У 1908 році відкрита міська бійня, а Перша світова війна знову перетворила Брухзаль на головний вузол лінії постачання військ.
Відразу після війни, у 1919 і 1920 роках місто електрифіковано.
У 1934 році побудовано автобан між Гайдельбергом і Брухзалем, а в 1936 році район Бреттен об'єднаний з районом Брухзаль.
У 1938 році нацисти зруйнували синагогу (на її місці сьогодні пожежна частина), а єврейське населення було депортовано.
У 1939 році район Брухзаль містив 38 міст і містечок, поки він не був об'єднаний у район Карлсруе під час районної реформи 1970 року.
Вдень 1 березня 1945 року Брухзаль розбомблено союзниками.
На момент атаки війна, по суті, була закінчена, лінія фронту була лише за 20 км від межі міста, і майже нікого не було, щоб його захищати.
Досі ця конкретна атака засмучує мешканців, оскільки загальноприйнято вважати, що вона була непотрібною та несуттєвою для результату війни.
Є твердження, що атака американських бомбардувальників була здійснена у відповідь за вбивство фермерами пілота, який стрибнув з парашутом.
На додаток до 1000 мешканців, які загинули того дня, було знищено все внутрішнє місто та бароковий замок.
2 квітня 1945 року війська 1-ї французької армії без опору взяли Брухзаль.
У наступні дні були численні зґвалтування брухзальських дівчат і жінок французькими військами.
З листопада 1945 року по березень 1946 року в Брухзалі було страчено 13 осіб, які були засуджені американськими військовими судами до смертної кари за причетність до військових злочинів націонал-соціалістів.
Серед них були ті, хто брав участь у авіаційних вбивствах, і троє співробітників нацистського табору смерті Гадамар, у якому було вбито понад 600 примусових робітників.

### 1946— сьогодення
1 квітня 1956 року Брухзаль здобув статус Великого Крайсштадта, оскільки його населення перевищило позначку в 20 000 осіб в 1955 році.
У 1971-74 рр. під час реформи місцевого самоврядування 5 сусідніх громад включено до складу міста Брухзаль, разом з містами Гайдельсгайм і Обергромбах.
Згідно з подальшою реформою 1973 року Брухзаль включено до складу округу Карлсруе.
Таким чином Брухзаль втратив статус окружного центру, хоча й досі залишається головним економічним центром регіону.

## Основні пам'ятки

### Будівлі
Брухзальський палац побудований у стилі бароко середини XVIII століття, починаючи приблизно з 1720 року, і був офіційною резиденцією єпископів Шпаєра.
Його центром була трикрила будівля, побудована за проектом Максиміліана фон Вельша для кардинала Даміана Гуго Філіпа фон Шенборна, князя-єпископа Шпаєра (1719—1743) і Констанца (1740).
Після того, як проекти кілька разів змінювалися, центральні сходи спроектував Бальтазар Нейман, який з 1731 року обіймав посаду головного інженера.
Цей проект, як правило, вважається одним із найуспішніших дизайнерських рішень для сходів у стилі бароко.
Комплекс палацу містить численні інші споруди, серед яких ворота Даміана та церква Суду.
В останні дні Другої світової війни палац сильно пошкоджено повітряним нальотом на Брухзаль і повністю згорів.
Знамениті сходи вціліли (хоча були сильно пошкоджені), але купол — зруйновано.
Після тривалих дискусій про те, чи варто відновлювати палац і як, велика центральна частина будівлі реконструйована (до 1970-х рр.) як музей, тоді як проект церкви змінено на сучасний.

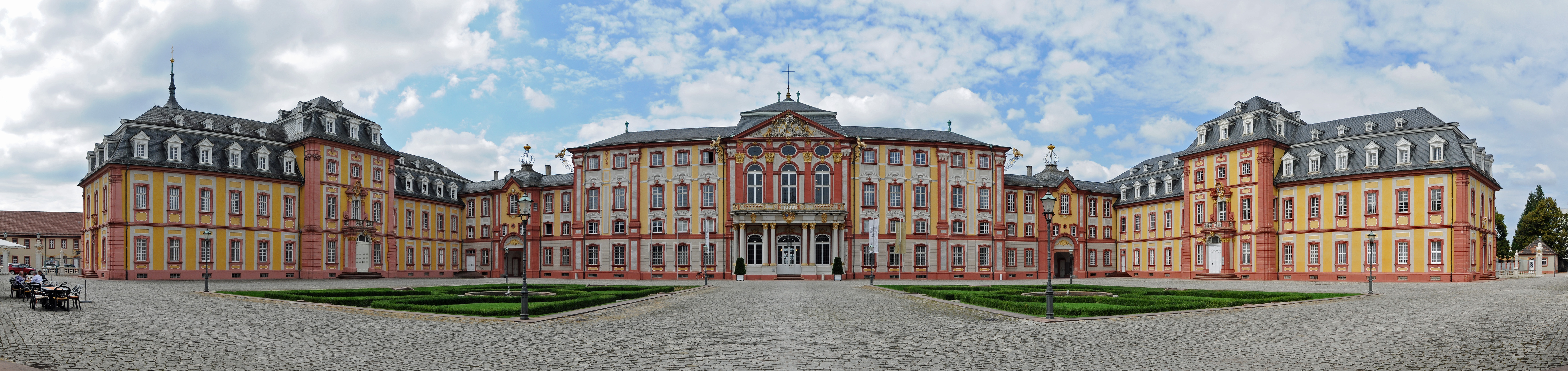
Панорамний вид на двір

Спочатку бельведер спроектований як лустшлосс, до якого було прибудовано стрілецьку будівлю для використання в змаганнях зі стрільби, які часто проводяться судом.
З часом жителі міста прозвали садибу Бельведером, оскільки звідти відкривався найкращий вид на місто.
Бельведер є частиною міського саду.
Найвизначніша церква Брухзаля — церква Святого Петра, де були поховані останні єпископи Шпаєра.
Іншими важливими церквами є міська церква Богоматері та церква Мартіна Лютера (головна протестантська церква міста).
Ратуша, що прилягає до Ринкової площі, — це сучасна будівля, зведена в 1950-х рр., яка з тих пір охороняється законом як важлива історична споруда.
В'язниця, побудована приблизно в 1848 році, отримала прізвисько «Октагон-кафе» або «Кафе Ахтек».
Сьогодні це заклад суворого режиму, в якому перебувають переважно особи, засуджені за насильницькі злочини, і засуджені терористи, наприклад, члени Фракції Червоної Армії.

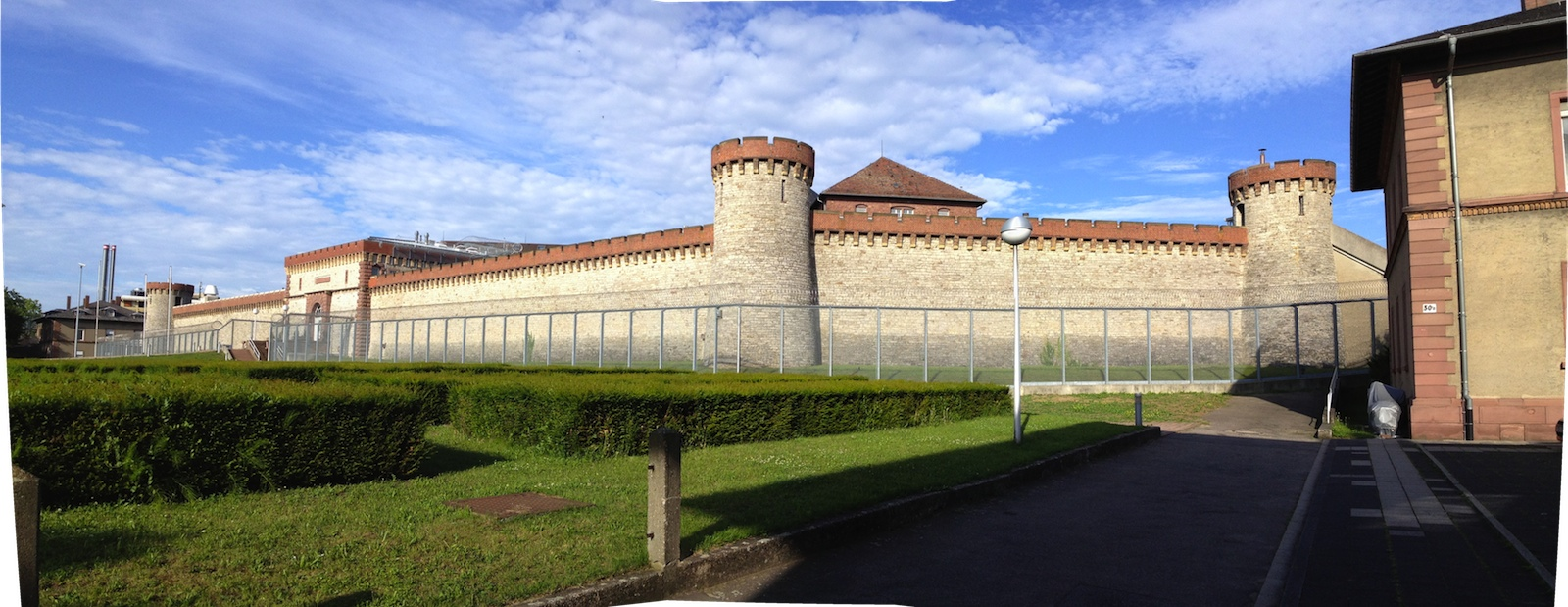
Панорама зовнішньої західної стіни та головного входу в'язниці Брухзаль.

## Транспорт
Брухзаль розташований неподалік від автобану A5 (Карлсруе — Франкфурт) (з'їзд Брухзаль).
Крім того, через місто прокладено федеральні автомагістралі B3 (Карлсруе — Гайдельберг) і B35 (Бретен — Гермерсгайм).
Станція Брухзаль, спроектована та побудована Бертгольдом Швайкертом, розташована на перетині лінії Карлсруе — Гайдельберг, лінії на Мюлаккер і лінії на Гермерсгайм.
Лінії Rhine-Neckar S-Bahn S3 (Карлсруе — Гайдельберг — Шпаєр) і S4 (Брухзаль — Гайдельберг — Шпаєр), а також лінії штадтбану Карлсруе S31 (Карлсруе — Брухзаль — Естрінген), S32 (Карлсруе — Брухзаль — Менцінген) і S9 (Брухзаль — Бреттен — Кніттлінген — Мюлаккер) мають зупинку на станції Брухзаль.
Крім того, більшість районів мають зупинки вздовж цих ліній легкої залізниці.
Додатковим громадським транспортом у місті та його околицях є численні автобусні лінії.